# 星野綾香
星野 綾香 / 星野 彩香（ほしの あやか、1977年2月15日 - ）は、日本のAV女優。

## 略歴・人物
- 正式なデビュー作は不明。
- レズものの作品にもいくつか出演しているが、なかでも広瀬奈央美とのコンビ作は多い。
- 芸名は「星野綾香」と「星野彩香」の両方を使うが、使い分けのルールは特に無い（同一メーカーで両方の名前が使われていることがある）と思われ、他に星野彩花、星野あやか等のクレジットも有る。（星野あやかは同姓同名の別人も存在）
- 2005年初頭から、新作リリースが途絶え、引退も囁かれたが、2006年春、中州 悠良（なかす ゆら）と改名しての新作が発表された。
- 2006年夏からは葉月 由良（はづき ゆら）と改名し、2007年5月現在まで順調に作品がリリースされている。

## 作品

### アダルトビデオ（星野彩香・星野綾香・中洲悠良 名義）

#### 単体出演
- 学園性活11 星野彩香（1997年）
- 南極2号 18金 ホシノアヤカ（1997年、KUKI）…監督:太賀麻郎
- まん腔ムスメ超淫ハメ狂い 星野あやか（SPARK）
- 隣のお姉さんが超巨乳でもうガマンできない（1998年、ケー・ティー・ファクトリー）
- 実録・愛奴調教 星野あやか(1998年、アートビデオ)
- どすけべ奥さん63 星野あやか（1999年、東京音光）
- 美少女交際 生撮りレポート（帝国公司）
- プライベートストリッパー2 星野彩香（2000年、桃太郎映像出版）
- E女商事20 星野綾香（2001年、シャトルジャパン）
- 女子高生 禁親相姦塾 星野彩香（2001年、シーエヌシー）
- 妄想・悶絶・挑発ミセス4 星野彩香26歳（2002年、挑発遊戯会）
- ハメられワールド（2002年、アルファインターナショナル）
- 人妻限定（2003年、BAKUTO）
- 奥様はマゾ 星野彩香（2003年、麒麟堂）
- イジメ・秘書の事情 星野綾香（2003年、タカラ映像）
- 若妻美 星野綾香（2003年、グローリークエスト）
- 成城美人妻 星野静香の章（2004年、ジュエル）
- 淫靡若妻の性欲 星野彩香（2004年、タカラ映像）
- 浮気録画 [公開不倫ナマ素材] 中洲悠良（2006年、ドリームチケット）
- M母相姦 中州悠良（2006年、タカラ映像）

#### オムニバス
- 女子校生裏プライベートビーチ　(1997年、KUKI）…監督:太賀麻郎
- 麗しのキャンペーンガール5 私、ムズムズしちゃったんですぅ…（1997年、V&Rプランニング）監督:カンパニー松尾
- ゲリラFuckers（1998年、h.m.p）…監督:カンパニー松尾
- 制服恋人図鑑4（1998年、アリスJAPAN）
- お姉さんが犯してあげる4（1998年、クリスタル映像）
- 姉さんガマンできない16（1999年、シャイ企画）
- 人妻SEXフレンド募集ビデオ6（2000年、アリスJAPAN）
- ザ・筆おろし16（2000年12月12日、クリスタル映像）他出演:南えり、松葉まどか、黒沢まりあ、香田舞子
- 人妻欲情日記 第二章（2000年、マックス・エー）
- はれんち姦姦13（2001年、クリスタル映像）
- じゅくしたおんなたち2 mature's（2001年、銀河映像）
- ミセスHでヌケ!!（2001年、マルクス兄弟）…監督:柴原光
- ラブホ（2001年、マックス・エー）監督:青木達也
- 素人ギャルズ[LevelA] 2（2001年、アリスJAPAN）
- 他人の妻は蜜の味（2001年、ホットエンターテイメント）
- セックスレスパート主婦のH願望!（2002年、MOODYZ）監督:芳賀栄太郎
- カントリーガール 空の神さま（2002年、ネクストイレブン）
- WORKING GIRLS -風俗レポーター（2003年、シャイ企画）
- 奥様欲情日記 困るって奥さん, エプロンの下はもうトロトロですよ（2003年、アテナ映像）
- 陵辱M女セレブ（2004年、タカラ映像）
- 団地妻 生○出し2（2004年、TMA）
- マドンナ倶楽部（2005年、アリスJAPAN）

#### 共演
- 熟女乱舞3（2001年、ドリームクリエイト）…共演:飯島麗華
- 男子禁制2（2002年、CENUINE）…共演:井川しのぶ
- 院内大感染 クレゾールが漂う猥褻病院 完全版（2002年10月23日、ケイ・エム・プロデュース）…共演:広瀬奈央美、岩下美季、丸山ゆり、山本さき、椎名ひとみ
- 女遊戯-おんなあそび- 白衣の情事（2003年、アートモデルズ）…共演:広瀬奈央美
- 小林ひとみFINAL（2003年、メディアバンク）…共演:小林ひとみ
- 放痴プレイ（2004年、ワープエンタテインメント）…共演:瀬名涼子
- おしえてください（2005年、ペペ）…共演:森野雫

### アダルトビデオ(葉月由良 名義）
発売日不明
- 顔出しできない本気妻 Vol.3（人妻援助会）

2006年
- 近親妻 私、義弟に中出しされて義父にも犯されました（8月10日、隼エージェンシー）
- SOD的 性教育番組（8月17日、SODクリエイト）共演:早乙女みなき、長谷川ちひろ、倖田李梨、里見瑤子、日高ゆりあ、宮地奈々、いつか
- 熟雌女anthology ＃012 「熟女の口は嘘をつく。」（8月18日、アウダースジャパン）
- 綺麗な奥さんレイプ中出し（9月5日、小林興業）
- 中出しされた人妻たち。（9月19日、ミスター・インパクト）他出演:藤本あかね、相澤さゆり、白瀬あいみ、藤見玲
- 奥様の恥じらい 葉月由良 32歳（9月25日、小林興業）
- 抜きまくる人妻たち 美しい人妻30人のフェラ&手こき（11月19日、ミスター・インパクト）他29名出演
- 人妻競泳水着 葉月由良 31歳（12月8日、映天）

2007年
- 和服義母レイプ（1月19日、TMA）他出演:白鳥美鈴、沢口みき、翔田千里
- 人妻のオナニー なでしこ24人の本気・生オナニー（1月26日、ko）他23名出演
- 家庭教師が母娘ドンブリ!女三代!おかわり喰い放題!（2月8日、ディープス）共演:三上ゆほ、椿美羚
- 義母 息子狩り（2月16日、GLAY'z）他出演:翔田千里、白鳥美鈴、沢口みき
- 人妻の情事 VII 夫以外の男に中出しされた妻たち（3月10日、隼エージェンシー）他出演:風間ゆみ、星優乃、三上ユキ、水森あおい
- まさか叔母ちゃんに筆下ろしされるとは… 10!（3月9日、東京音光）共演:中塚愛
- 後妻の誘惑 禁断の白い肉体（3月16日、Nadeshiko(なでしこ））
- パンスト・ミセス 2 葉月由良(31歳）（4月10日、AVS）
- スポユニ痴女誘戯（5月10日、AVS）
- こだわりの手コキ 4時間SP 4 40人のハンドメイド（5月12日、隼エージェンシー）他39名出演
- ハイビジョン美乳美熟女 葉月由良 三十一歳（5月18日、Nadeshiko）
- 熟痴レズ 一（5月19日、スタイルアート）…共演:高倉梨奈
- パンスト痴女マダム 3（5月25日、ジャネス）
- 抜きまくる人妻たち vol.2 美しい人妻30人のフェラ&手こき（6月19日、ミスター・インパクト）他29名出演
- 若妻!レズ!オナニー!!（6月25日、ジャネス）…共演:南原香織
- キスマニア Vol.3（7月19日、ミスター・インパクト）他多数出演
- 熟女が熟女にレズ調教 2（9月19日、スタイルアート）共演:中山りお
- 熟したレズ調教 1 競泳水着編（9月25日、ジャネス）共演:中山りお
- 背徳マダムの競泳水着レズ 1（10月19日、スタイルアート）共演:高倉梨奈
- 未亡人 柔肌の悶え 17（11月30日、クリスタル映像）他出演:山口玲子、木村沙恵、牧村姫、沢野なぎさ、篠原優衣
- 熟女狩り 5（11月30日、クリスタル映像）他出演:蓮見麗奈、仁科由里、石田えりこ、小松ユリナ、沢口明菜

2008年
- 人妻レイプ4時間 II 犯られまくる10人の人妻たち（1月18日 Nadeshiko）他9名出演
- 熟れた人妻 欲望のままに男を誘惑する人妻たち（2月18日、Nadeshiko）他出演:華咲りょう、一ノ瀬カレン、星野いずみ、持田茜
- SEX WIFE ～素人妻モデルズ～（3月21日、ビデオバンク）他出演:翔田千里、南原香織、篠原優衣
- 昼下がりの犯され妻 10人の奴隷妻 IX（5月10日 隼エージェンシー）他9名出演
- 親友のお母さん ～美熟母の挑発～（8月18日、Nadeshiko）
- どすけべ叔母ちゃんの初物喰い まさか甥っこが童貞だったとは…（11月18日、Nadeshiko）他出演:小沢志乃、友田真希、鮎川るい、小林みゆき、大友園子

2009年
- Domestic Violence 家庭内暴力（1月9日、ビッグモーカル）他出演:川上ゆう、花純
- 美熟女の（生）パンスト拘束さわり責め! ［～ムチムチ巨尻で美脚な誘惑～］（1月16日、映天）他出演:あずま樹、坂下麗、南原香織、赤坂ルナ
- パンスト直穿きでハメ狂う肉尻熟女たち（2月5日、ジャネス）他出演:鮎川真咲、麻生京子、南原香織
- 根スケ熟女のパンスト生穿きオナニー（2月20日、映天）他出演:鮎川真咲、麻生京子、山口真理、坂下麗
- キレイな熟女のパンストで足コキ尻コキして下さい（3月5日、ジャネス）他出演:山口真理、麻生京子、あずま樹、赤坂ルナ、鮎川真咲、坂下麗
- 中出しお義母さんが教えてあげる 奥でいっぱい出していいのよ（4月10日、ビッグモーカル）他出演:草凪純、赤坂エレナ、真鍋里美
- こだわりの手コキ 人妻編 4（5月15日、隼エージェンシー）他多数出演
- DX 人妻撮りたてリミックス（6月18日、AROUND）他出演:風間ゆみ、村上涼子、押切麗奈、中村綾乃